# 79H busz (Szeged)
A szegedi 79H jelzésű autóbusz a Mars tér (üzletsor) és a Fehértói halgazdaság között közlekedik iskolai előadási napokon, két pár indulással. Tanszüneti munkanapokon csak Mars tér (üzletsor) és Szegedi Ipari Logisztikai Központ viszonylaton közlekedik. A viszonylatot a Volánbusz Zrt. üzemelteti. 79-es jelzésű alapjárata 2016. június 15-ig közlekedett a Mars tér és a Szegedi Ipari Logisztikai Központ között. Pótlására a 71-es és 72-es jelzésű járatokat hosszabbították meg.

## Útvonala
| Fehértói Halgazdaság felé | Mars tér (üzletsor) felé |
| --- | --- |
| Mars tér (üzletsor) vá. – Kossuth Lajos sugárút – Izabella híd – Dorozsmai út – Budapesti út – Gumigyár – – Fehértói Halgazdaság vá. | Fehértói Halgazdaság vá. – – Gumigyár – Budapesti út – Dorozsmai út – Izabella híd – Kossuth Lajos sugárút – Mars tér (üzletsor) vá. |

## Megállóhelyei
| 0  | Mars tér (aut. áll.) végállomás              | 20 | 5, 6, 9, 19 7F, 21, 60, 60Y, 64, 67, 67Y, 70, 71, 71A, 72, 72A, 73, 73Y, 74, 75, 76, 77, 77A, 77Y, 78, 78A Helyközi buszok 1374, 1375, 1441, 1503, 1504, 1506, 1507, 1510, 1513, 1515, 1516, 1517, 1518, 1841 |
| 1  | Rókusi templom                               | ∫  | 1, 2 71, 72, 72A, 75, 78, 78A |
| 2  | Tavasz utca                                  | 18 | 1, 2 7F, 64, 67, 67Y, 71, 72, 72A, 75, 78, 78A Helyközi buszok |
| 3  | Damjanich utca                               | 17 | 1, 2 7F, 64, 67, 67Y, 71, 72, 72A, 75, 78, 78A |
| ∫  | Vásárhelyi Pál utca (Kossuth Lajos sugárút)  | 16 | 1, 2 7F, 64, 67, 67Y, 71, 72, 72A, 75, 78, 78A, 90, 90F |
| 6  | Szeged, Rókus vasútállomás bejárati út       | 14 | 7F, 64, 67, 67Y, 71, 72, 72A, 75, 78, 78A, 90H Helyközi buszok 1486, 1503, 1504 Szeged–Békéscsaba |
| 8  | Fonógyári út                                 | 12 | 3F 7F, 64, 67, 67Y, 71, 72, 72A, 75, 90H Helyközi buszok |
| 10 | Budapesti út (Dorozsmai út)                  | 10 | 7F, 36, 67, 67Y, 71, 72, 72A, 75, 90H Helyközi buszok |
| 11 | Zápor út (Budapesti út)                      | 9  | 71, 72, 72A, 90H Helyközi buszok |
| 12 | Öthalmi Diáklakások                          | 8  | 71, 72, 72A, 90H |
| 13 | Gumigyár (Budapesti út)                      | 7  | 71, 72, 90H Helyközi buszok |
| 15 | Back Bernát utca 2.                          | 5  | 71, 72, 90H |
| 16 | Back Bernát utca 6.                          | 4  | 71, 72, 90H |
| 17 | Szegedi Ipari Logisztikai Központ végállomás | 3  | 71, 72, 90H |
| 17 | Kísérleti gazdaság                           | ∫  | Helyközi buszok |
| 20 | Fehértói halgazdaság végállomás              | 0  | |